# Cyrtarachne inaequalis
Cyrtarachne inaequalis är en spindelart som beskrevs av Tord Tamerlan Teodor Thorell 1895. Cyrtarachne inaequalis ingår i släktet Cyrtarachne och familjen hjulspindlar. Inga underarter finns listade i Catalogue of Life.